# Albino (rapper)
Albino, pseudonimo di Matthias Albrecht (Lubecca, 17 dicembre 1974), è un rapper tedesco.

## Biografia
Inizia la sua carriera nel 1998, pubblicando l'EP Lyrischer Widerstand. Successivamente, nel 2000 pubblica il suo album di debutto, Vertuscht & Verschleiert, nel 2002 pubblica il suo secondo album, Vogelfrei, nel 2006 pubblica il suo terzo album, Überlebenstraining e nel 2012 pubblica il suo quarto album, Natura Libera. Le sue ispirazioni musicali sono IAM e Advanced Chemistry.
I suoi testi sono conscious e parlano spesso dei diritti degli animali.

## Filantropia
Albino è vegetariano dal 1993 e vegano dal 1999.
È uno dei fondatori dell'associazione TiBIK (Tierbefreiungsinitiative Kiel) e partecipa a molte manifestazioni musicali per i diritti degli animali.

## Discografia

### Album studio
- 2000 - Vertuscht & Verschleiert
- 2002 - Vogelfrei
- 2006 - Überlebenstraining
- 2012 - Natura Libera

### EP
- 1998 - Lyrischer Widerstand
- 2005 - Kein Frieden
- 2010 - Gehversuche (Online-EP)